# 4175 Billbaum
4175 Billbaum је астероид главног астероидног појаса са средњом удаљеношћу од Сунца која износи 2,684 астрономских јединица (АЈ).
Апсолутна магнитуда астероида је 12,3.